# Herringhausen (Enger)
Herringhausen ist ein Stadtteil von Enger im Kreis Herford im Nordosten Nordrhein-Westfalens. Östlich schließt sich der Herforder Stadtteil Herringhausen unmittelbar an. Der Stadtteil Engers wird zur Unterscheidung vom gleichnamigen Herforder Stadtteil auch Herringhausen (West) genannt. Herringhausen bildete bis 1968 eine selbstständige Gemeinde und wurde am 1. Januar 1969 zwischen den beiden Städten Herford und Enger aufgeteilt.

## Geschichte
Erstmals erwähnt wird der Ort als Hetheredingusen in einer Schenkungsurkunde von 1151. Im Ravensberger Urbar von 1556 wird Herringhausen als eine Bauerschaft mit 23 Höfen genannt, die zur Vogtei Enger im Amt Sparrenberg der Grafschaft Ravensberg gehörte. Hauptachse des Ortes ist eine alte Handelsstraße von Herford nach Osnabrück, die heute Engerstraße genannt wird.
Von 1807 bis 1813 gehörte Herringhausen zum Kanton Enger, der von 1807 bis 1810 zum Königreich Westphalen und von 1811 bis 1813 zum Kaiserreich Frankreich gehörte. 1816 kam die Bauerschaft zum Kreis Bünde in der preußischen Provinz Westfalen, der 1832 im Kreis Herford aufging. Im Kreis Herford gehörte die Gemeinde Herringhausen zum Amt Enger. Im Zuge der Gebietsreform, die am 1. Januar 1969 in Kraft trat, wurde der Ort geteilt. Der westliche Teil wurde Enger (Rechtsnachfolgerin), der östliche Herford zugeschlagen.

## Bevölkerung
Herringhausen-West hat gegenwärtig rund 450 Einwohner und ist damit deutlich kleiner als das Herforder Herringhausen.

### Nachbargemeinden
Herringhausen grenzt im Osten an Herford-Herringhausen, im Süden an Herford-Eickum, im Südwesten an Enger-Oldinghausen, im Westen Enger, im Norden an Enger-Belke-Steinbeck und im Nordwesten an Hiddenhausen-Oetinghausen.